# مایکروسافت آفیس ۲۰۱۶
مایکروسافت آفیس ۲۰۱۶ (با نام آفیس ۱۶ هم شناخته می‌شود) در تاریخ ۲۲ سپتامبر۲۰۱۵ (۳۱ شهریور ۱۳۹۴) عرضه شد. آخرین نگارش پیش‌نمایش در کنفرانسی در شیکاگو منتشر شد، که بهبودها و قابلیت‌های بسیاری را نسبت به نگارش پیشین خود، مایکروسافت آفیس ۲۰۱۳ معرفی می‌کند. قابلیت‌ها شامل موارد روبرو می‌شود: دسترسی ابری بومی برای ایجاد، بازکردن، ویرایش و ذخیرهٔ پرونده‌ها به‌طور مستقیم در فضای ابری از دسکتاپ، ابزار تازهٔ جستجو که در ورد، پاورپوینت و اکسل با نام «به من بگو (به انگلیسی: Tell Me) دردسترس است، همکاری بی‌درنگ در نوشتن با کاربران متصل‌شده به آفیس آنلاین.